# Upskirt

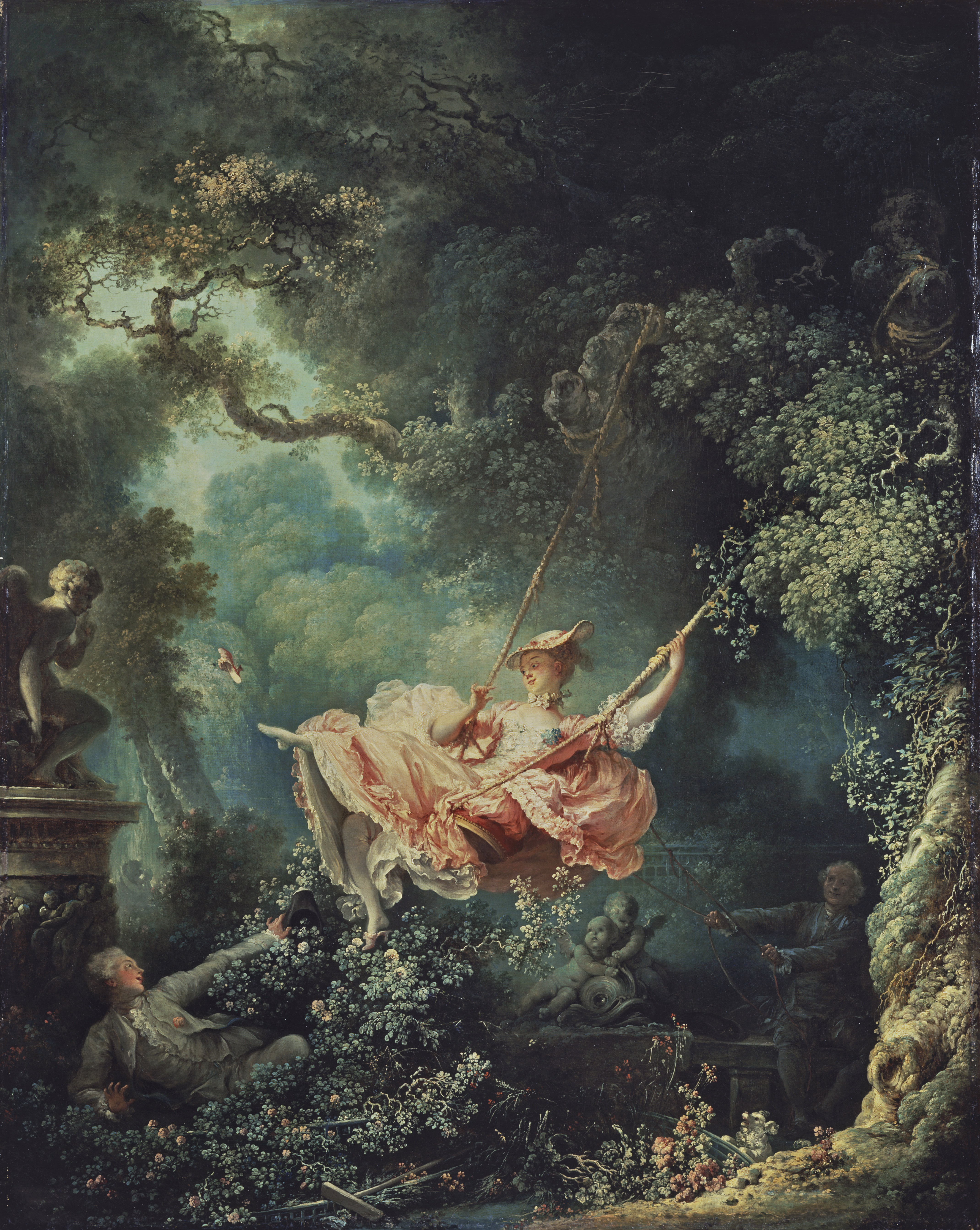
Jean-Honoré Fragonard - I fortunati casi dell'altalena (1767)

Upskirt (da up: insù e skirt: gonna) è un neologismo slang di lingua inglese che definisce la ripresa, dal basso verso l'alto, con una macchina fotografica o una cinepresa o telecamera, della parte inferiore di una figura femminile che indossa una gonna, in modo da evidenziarne la biancheria intima se non le nudità.

## Diffusione
Tale tecnica, che viene usata anche per riproduzioni a disegni, nell'era di internet ha avuto una notevole diffusione soprattutto attraverso numerosi siti web, in particolare di contenuto pornografico, ma anche grazie a filmati diffusi attraverso YouTube e gli altri siti che distribuiscono video.
Anche l'incremento nel numero dei blogger ha favorito l'estendersi del fenomeno, talvolta con ripercussioni legali nei paesi in cui questa tecnica di ripresa non è consentita.
Uno dei primi e più eclatanti esempi di upskirt è riconducibile ad un fotogramma tratto da una celebre sequenza del film del 1992 Basic Instinct, in cui la protagonista Catherine Tramell, impersonata dall'attrice Sharon Stone, mentre viene sottoposta ad un interrogatorio da parte della polizia, accavalla con naturalezza le gambe in modo che risulti evidente che non indossa biancheria intima.

## Voyeurismo

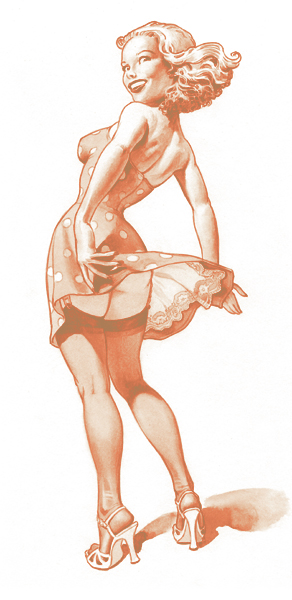
La raffigurazione di una moderna pin-up restituisce il senso della tecnica upskirt

La diffusione della tecnica dell'upskirt ha però origini più recenti; è stata favorita dalla maggiore diffusione dei mezzi di comunicazione di massa e dall'uso, non sempre appropriato, che si usa fare delle immagini per comunicare impressioni, sensazioni e informazioni.
La tecnica di foto-cine-ripresa si è diffusa in maniera notevole a partire dagli anni 2000 giungendo talvolta a violare in molti casi la privacy. Questo avviene quando le immagini riprese fotograficamente vengono realizzate in maniera occulta, ovvero senza che il soggetto ne sia consapevole, e quindi senza un esplicito consenso della persona fotografata/ripresa. In questo caso, la tecnica dell'upskirt può essere considerata come una tendenza di tipo caratteriale equivalente a quella del voyeurismo o del feticismo.
A favorire una sempre maggiore diffusione del fenomeno si considera che sia stata anche la produzione e diffusione su larga scala dei moderni videotelefoni cellulari.

## Considerazioni legali

### Australia
Diversi stati in Australia hanno approvato leggi che rendono illegale riprendere immagini upskirt in luoghi pubblici senza il consenso del soggetto interessato.

### Giappone
In Giappone, sin dal 2002 la legge consente l'upskirt photography, tuttavia, in alcune circostanze, vieta la distribuzione di tali foto.

### Nuova Zelanda
In Nuova Zelanda riprendere immagini di carattere voyeuristico riguardanti parti intime del corpo è illegale. Almeno limitatamente ove ci sia una ragionevole aspettativa di privacy. Questa limitazione, che comprende anche la distribuzione di materiale derivato dalla tecnica, è operante tanto in situazioni pubbliche quanto private.

### Stati Uniti
Negli Stati Uniti sono state adottate, a livello locale, statale e federale, delle limitazioni legislative alla diffusione del fenomeno, sulla spinta del proliferare dei videotelefoni cellulari.

### Italia
In Italia la condotta della acquisizione di filmati ovvero di immagini relative comunque alla sfera intima e sessuale della vita privata di una persona senza il consenso di questa svolgentesi nei luoghi indicati dall'art. 614 c.p. (violazione di domicilio), ossia nella propria abitazione o in altro luogo di privata dimora, può essere perseguita sia in sede civile sia in sede penale, configurandosi in quest'ultimo caso il delitto di interferenze illecite nella vita privata (art. 615bis c.p.).